# Audiovisivo
Il termine audiovisivo si riferisce a settori che producono opere costituite da suono e video e dotate di una struttura narrativa precisa.
Il termine nasce contestualmente alla nascita del cinema, quindi non comprende le opere teatrali. È strettamente legato al settore costituito dall'industria cinematografica e televisiva; oggi anche i contenuti utilizzati per i nuovi media (internet-social, ecc.) possono essere definiti contenuti audiovisivi qualora prevedano una narrazione.